# 513 (tal)
513 är det naturliga heltal som följer 512 och följs av 514.

## Matematiska egenskaper
- 513 är ett udda tal.
- 513 är ett sammansatt tal.
- 513 är ett harshadtal.
- 513 är ett Prothtal.
- 513 är ett hexadekagontal.
- 513 är ett palindromtal i det binära talsystemet.

## Inom vetenskapen
- 513 Centesima, en asteroid.